# Puch 500
Puch 500 (též Steyr-Puch 500) byl malý automobil, který vyráběl rakouský výrobce Puch, dceřiná společnost Steyr-Daimler-Puch (existující společnost Magna Steyr vznikla fúzi firmy Magna Europe a části původního průmyslového konglomerátu Steyr-Daimler-Puch). Vyráběl se na základě licence od společnosti Fiat a byl založen na modelu Fiat 500, měl však odlišný motor rakouské konstrukce. Automobil se vyráběl ve Štýrském Hradci (Graz).

## Začátky licenční výroby
V roce 1954 došlo k rozhodnutí, že Steyr-Puch bude po válce pokračovat ve výrobě osobních automobilů. Vzhledem k vysokým nákladům spojeným s vývojem zcela nového vozu byla uzavřena dohoda s firmou Fiat na získání a přizpůsobení Fiatu 500, jehož hlavním konstruktérem byl Dante Giacosa. Z karoserie se pouze kryt motoru a později střecha vyráběly ve vlastním závodě v Rakousku. 
Na druhou stranu, motor i převodovku vyráběl Steyr-Puch. Použitý motor byl odlišný od toho v originálním Fiatu. Navrhl jej Erich Ledwinka, syn konstruktéra Hanse Ledwinky. Šlo dvouválcový motor typu boxer o výkonu 12 kW, který prokázal mnohem hladší chod než řadový dvouválec používaný společností Fiat. Odlišný motor přinesl rakouské verzi automobilu lepší jízdní vlastnosti, zejména v horském terénu. Fiat proto experimentoval s montáží tohoto motoru do svého auta, ale Italové nakonec zůstali u původního, konstrukčně a výrobně jednoduššího motoru.

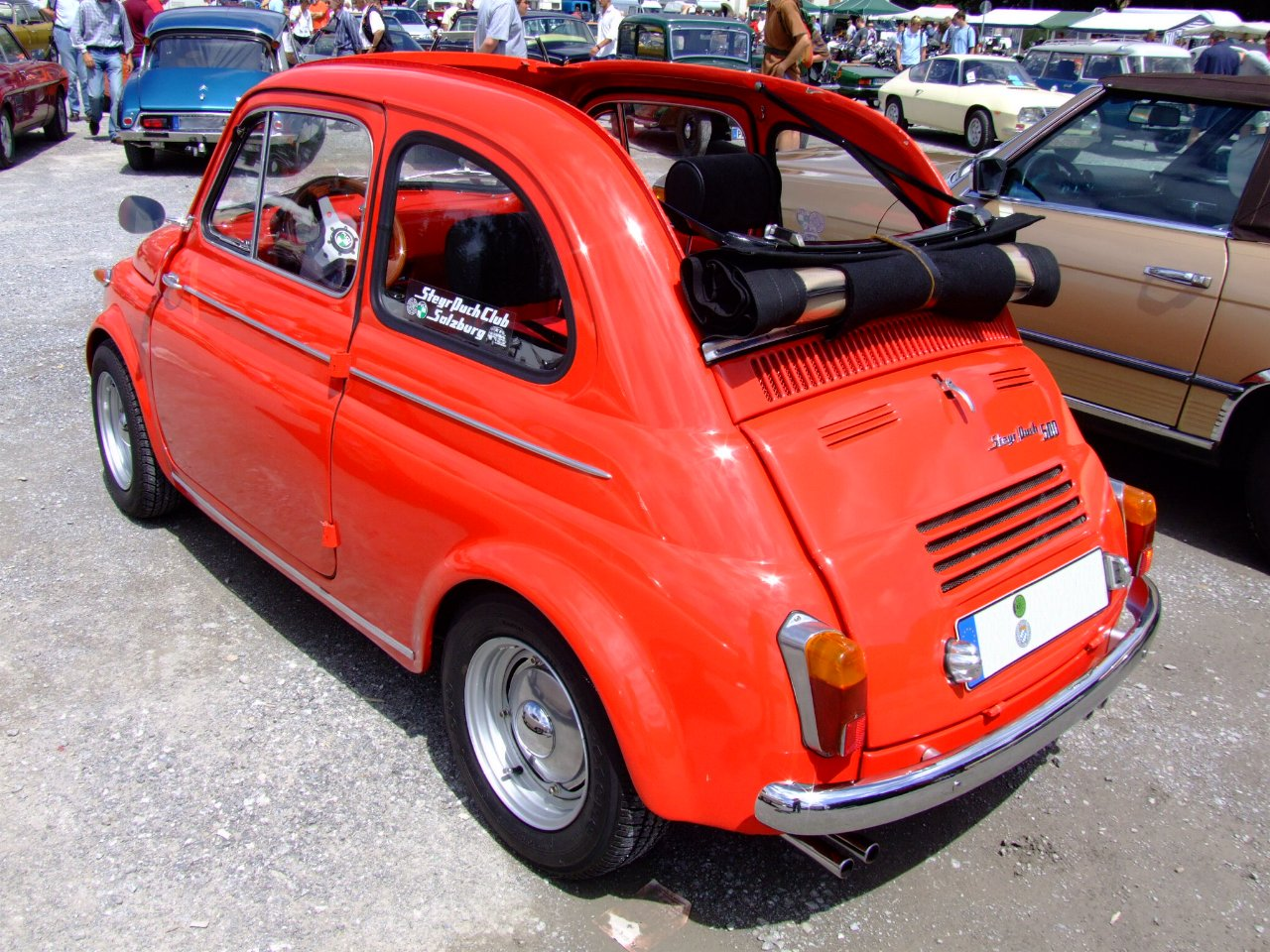
Puch 500 se staženou střechou

První Steyr-Puch 500 Modell Fiat se začal vyrábět v roce 1957 a dobře se prodával. Stavebně kratší motor dovolil prodloužit prostor před zadními sedadly a vůz na rozdíl od italského vzoru uvezl čtyři dospělé. Zpočátku byl nabízen jen se stahovatelným plátěným vrchem střechy a očekávalo se, že hlavními kupujícími budou dosavadní motocyklisté. Říkalo se mu Puchwagen nebo Pucherl.

## Další verze

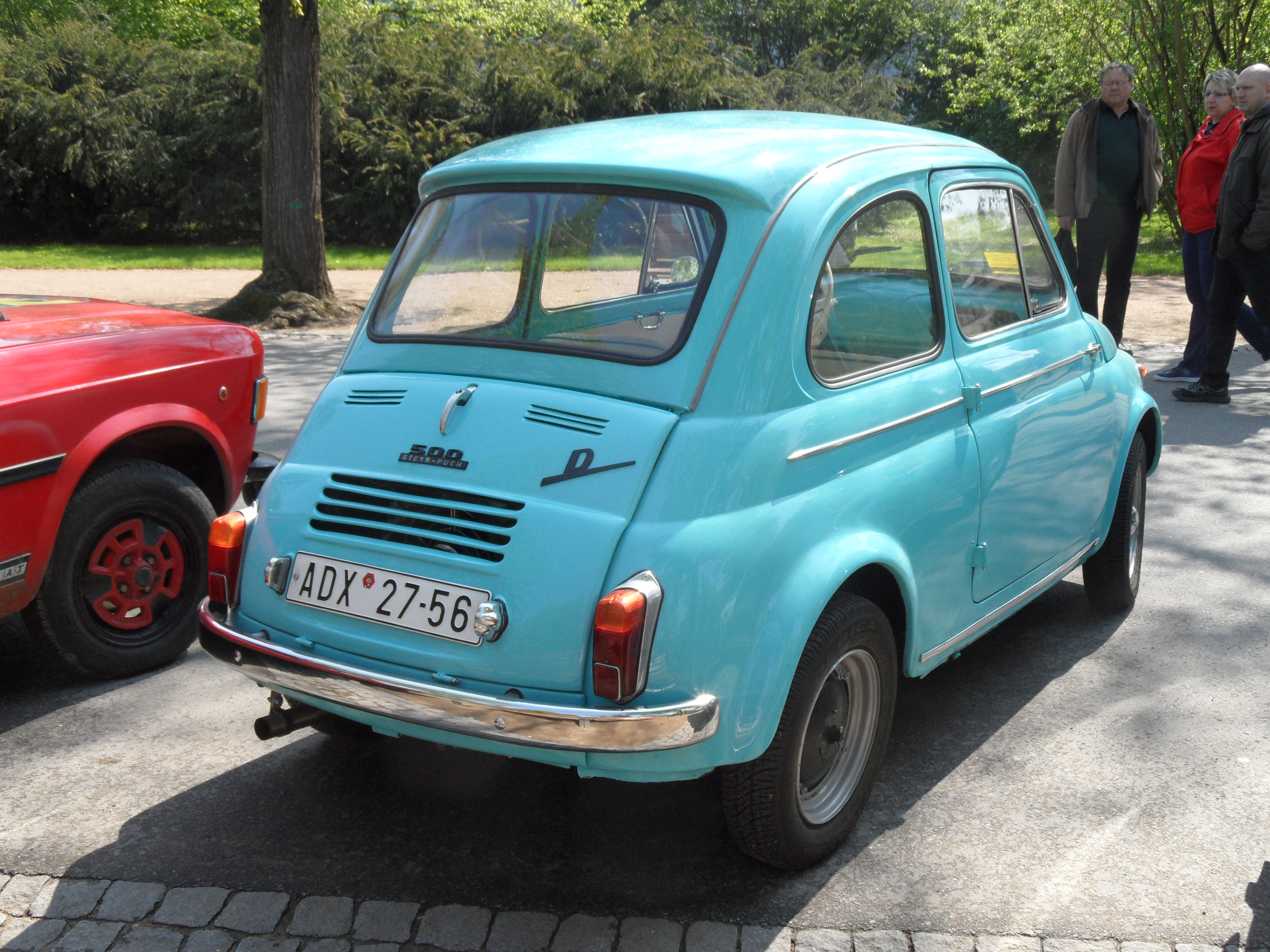
Steyr Puch 500 D

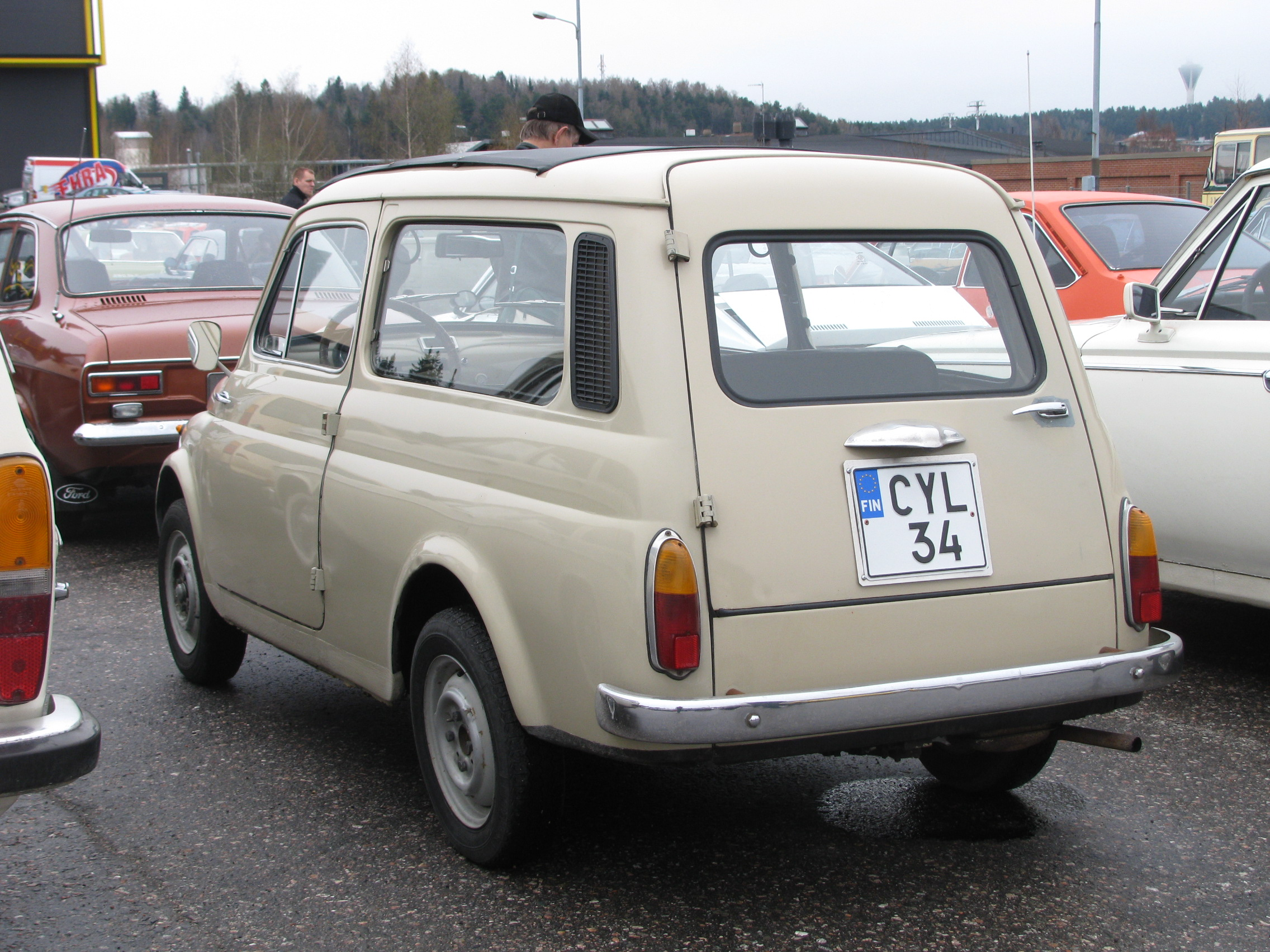
Puch 700 C kombi

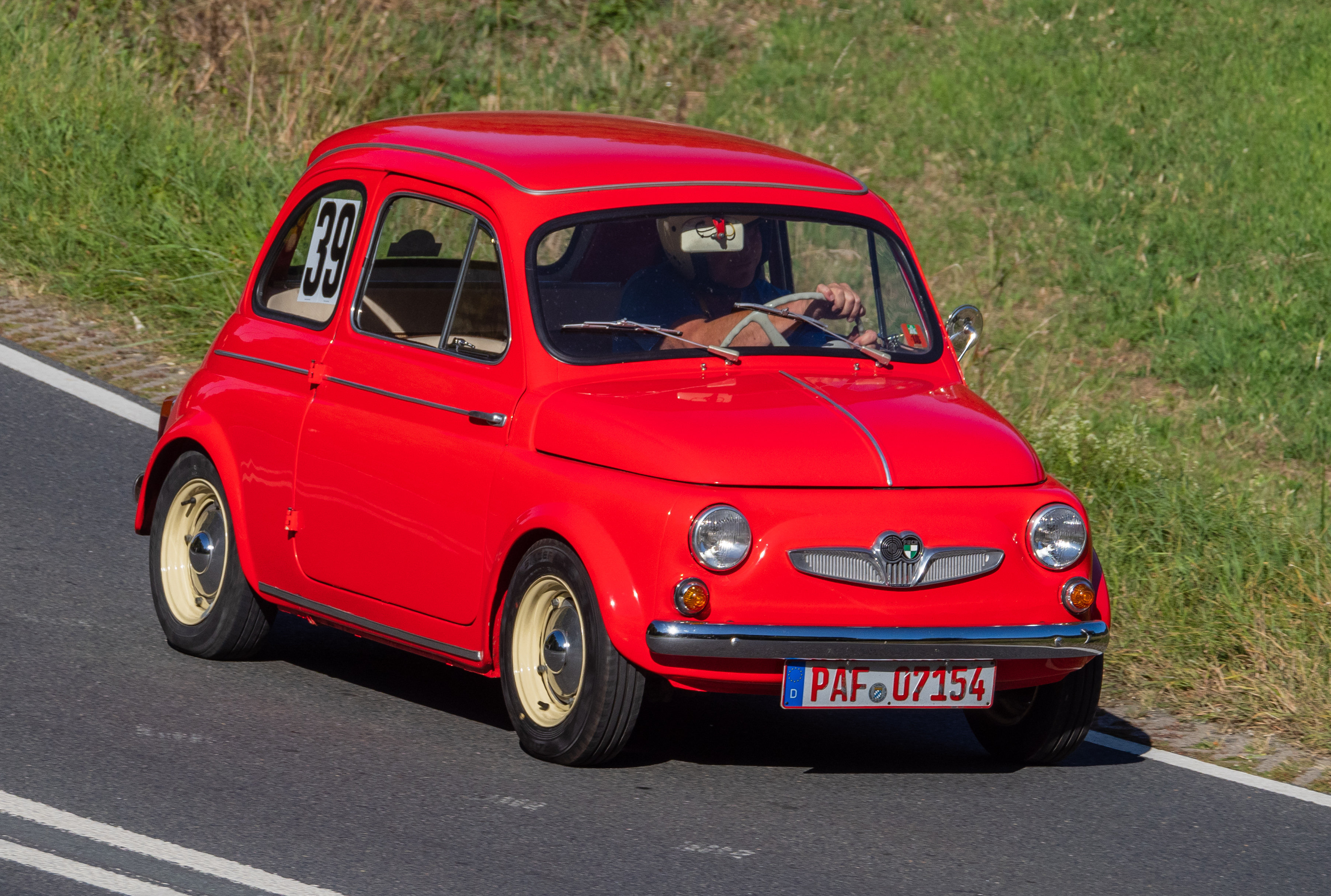
1964 Steyr-Puch 650 TR na DAMC 05 festivalu veteránů, Nürburgring

V roce 1959 získal model Steyr-Puch 500 D (označení D vzniklo ze slova Dach, tj. střecha v němčině) pevnou nově navrženou odšroubovatelnou kovovou střední část střechy, která zasahovala až dozadu, kde měla strmější sklon. Poskytovala tak dostatek prostoru nad hlavou i vzadu sedícím dospělým. Luxusnější model 500 DL byl pak vybaven silnějším motorem o výkonu 20 koní resp. 15 kW.
V roce 1961 začala výroba dvou verzí kombi: model 700 C (C jako Combi) a 700 E (E jako Economy). Oba měly motor o objemu 643 cm³, ale s rozdílným výkonem. V roce 1962 byl i sedan vybaven větším a silnějším motorem, tato verze byla označována jako model 650 T (T jako Thondorf, což je název lokality výrobního závodu ve Štýrském Hradci). 
O několik let později byl výkon tohoto motoru dále zvýšen, takže vznikly modely 650 TR a 650 TR II (R jako Rallye). Zprvu byly určeny jen pro policii, později se prodávaly i běžným zákazníkům. Tento model také prošel homologací pro rallye takže se velmi úspěšně účastnil motoristických soutěží, kde konkuroval závodním verzím vozů Abarth, které vznikly na základě originálního Fiatu. 
V roce 1966 polský jezdec Sobiesław Zasada vyhrál Mistrovství Evropy v rallye s vozem Steyr-Puch 650 TR II, který se tak stal nejmenším automobilem, který kdy dosáhl takového vítězství. Gerard van Lennep vyhrál v letech 1966 a 1967 šampionát v Nizozemí (v kategorii do 700 cm³) se žlutým 650 TR. Soutěžil i na evropském šampionátu, kde vyhrál závod v Bělehradě.
Karosérie a celkový design zůstaly víceméně stejné až do roku 1967, kdy Steyr-Puch převzal upravenou konstrukci, ve Fiatu zavedenou již v roce 1965. Nejvýznamnější změnou bylo nahrazení předtím pro vůz charakteristických vzadu zavěšených dveří konvenčními. Do označení nového modelu bylo přidáno slovo Europa. V roce 1969, když již poptávka po voze klesala, bylo rozhodnuto kompletně převzít provedení originálního Fiatu, kromě motoru, který byl i nadále rakouský. Tento model byl označen 500 S (Sport). V roce 1973 převzali v Rakousku do výroby takřka beze změny model Fiat 126, pouze motor byl opět rakouský. Výroba byla ukončena v roce 1975. 
Rakouská verze Fiatu 500 byla prodejně úspěšná, vyrobilo se kolem 60 000 vozů.  Přes silně omezující licenční podmínky ohledně exportu takto vyrobených vozů se též nezanedbatelná část vyvezla, především do Německa, Maďarska a také do Finska, kde působil aktivní importér Sisu Auto.
| Typ           | Výroba    | Objem cm³ | Výkon |
| ------------- | --------- | --------- | ----- |
| 500           | 1957–1959 | 493       | 12 kW |
| 500 D         | 1959–1967 | 493       | 12 kW |
| 500 DL        | 1959–1962 | 493       | 15 kW |
| 700 C (Combi) | 1961–1968 | 643       | 18 kW |
| 700 E (Combi) | 1961–1968 | 643       | 15 kW |
| 650 T         | 1962–1968 | 643       | 15 kW |
| 650 TR        | 1964–1968 | 660       | 20 kW |
| 650 TR II     | 1965–1969 | 660       | 30 kW |
| 500 S         | 1967–1973 | 493       | 15 kW |
| 126           | 1973–1975 | 643       | 19 kW |

## Fotogalerie

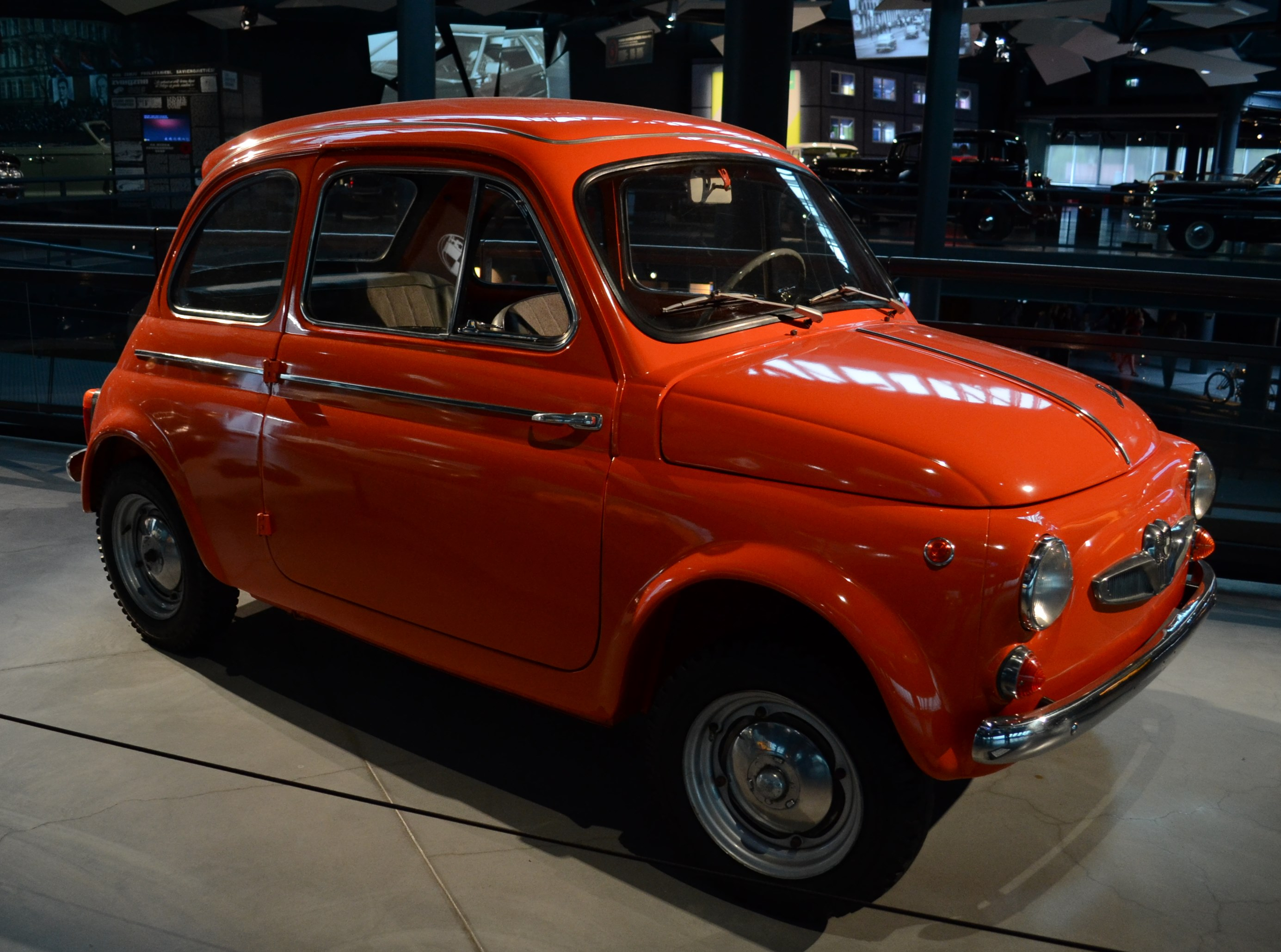
Puch 500, Riga Motor Museum
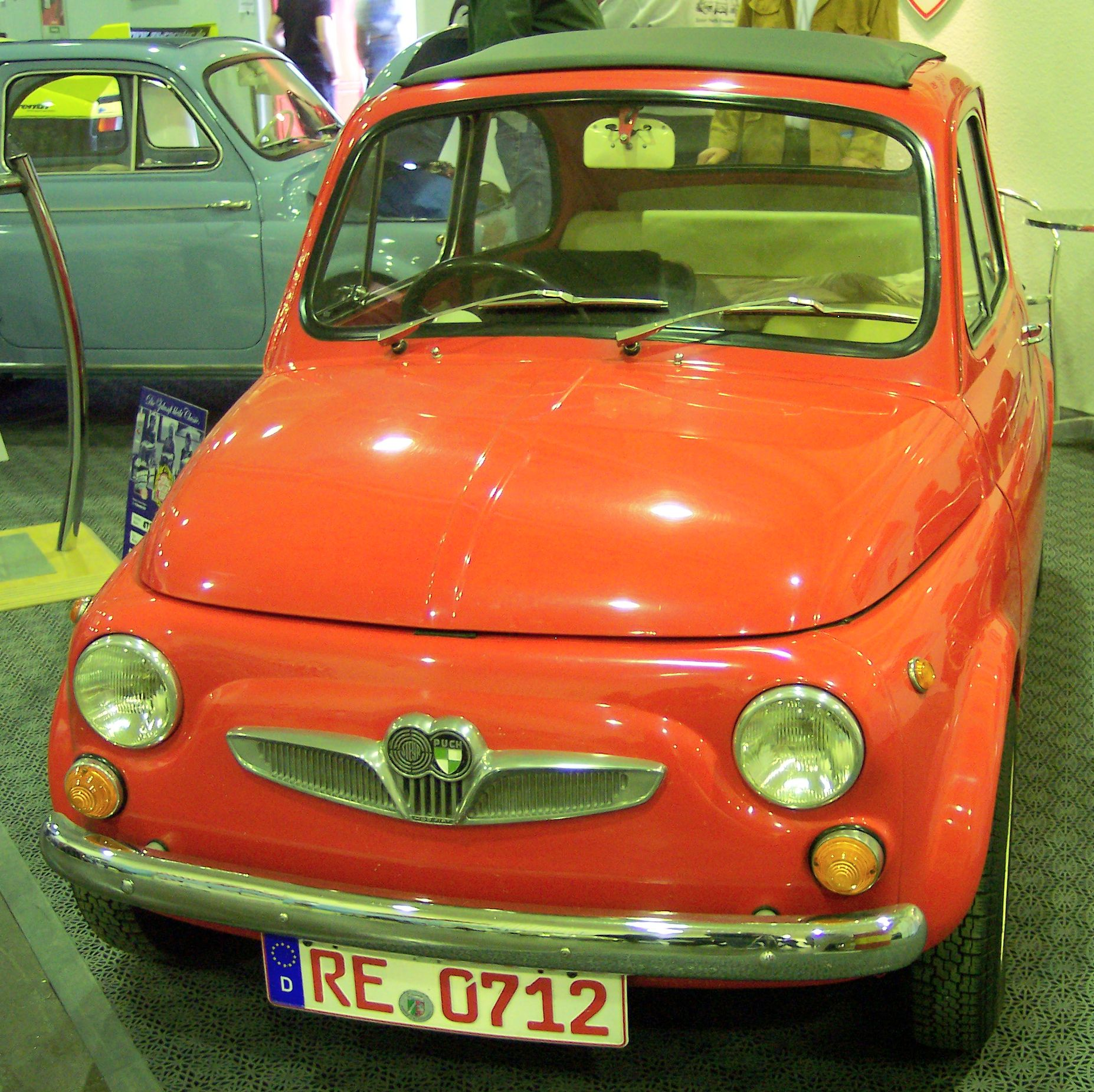
Puch 500
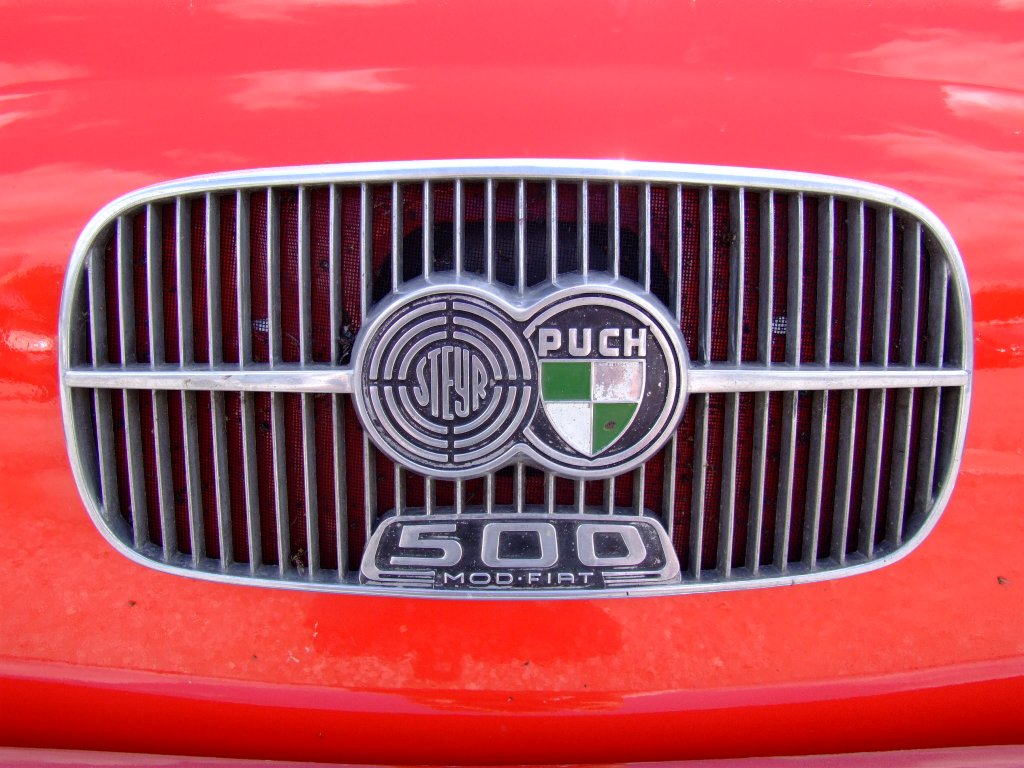
Detail loga
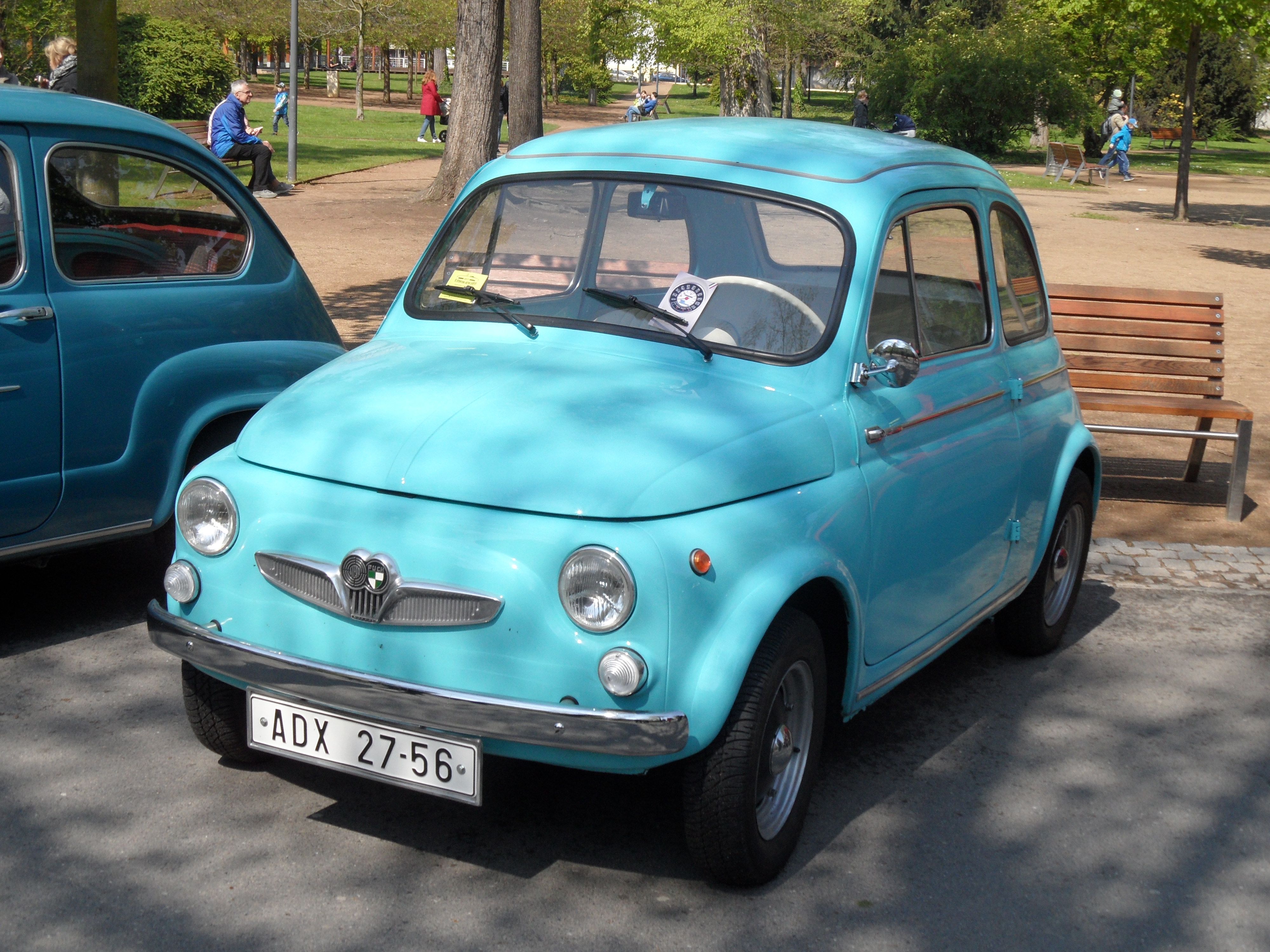
Steyr-Puch 500 D na srazu v Poděbradech
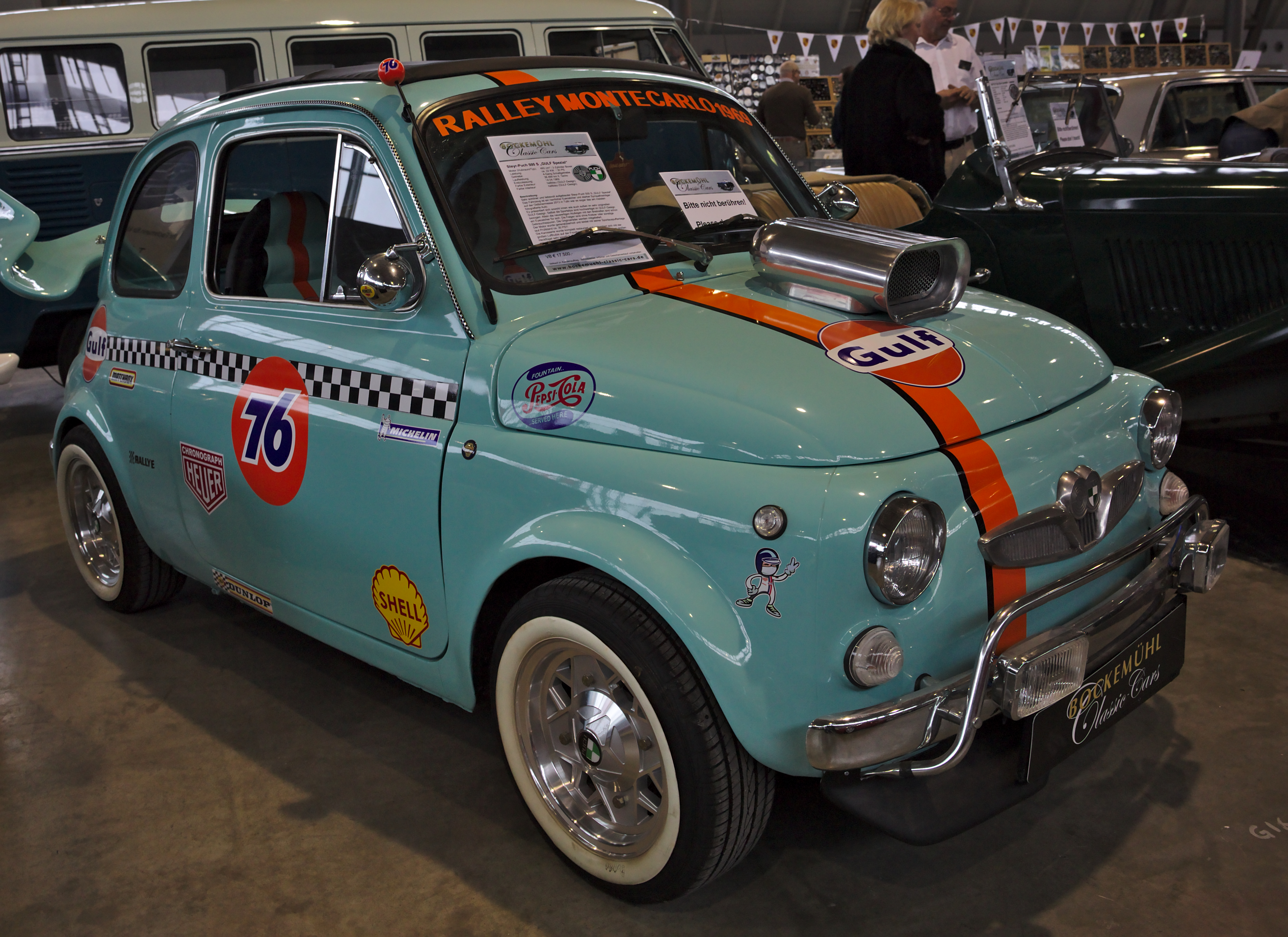
Puch 500 S Gulf-Spezial